# Omicron Andromedae
Omicron Andromedae (ο And / ο Andromedae) é um sistema estelar na constelação de Andrômeda. Está a aproximadamente 692 anos-luz da Terra.
Omicron Andromedae é uma estrela binária. Os dois componentes são espectroscópicas binárias, formando um sistema estelar de 4 elementos. O sistema, como um todo, é classificado como uma estrela gigante de classe B (azul-branca), com uma magnitude aparente combinada de valor +3,62.
A separação dos dois componentes mais brilhantes, ο Andromedae A e ο Andromedae B é de 0,34 arco-segundo. Possuem um período orbital de 68,6 anos. Andromedae A está separada da sua companheira espectroscópica por 0,05 arco-segundo. A Andromedae é uma estrela variável do tipo Gamma Cassiopeiae e o brilho do sistema varia de magnitude +3,58 até +3,78. Este facto tornou difícil a determinação do período orbital da binária espectroscópica de A Andromedae. A companheira espetroscópica de B Andromedae foi descoberta em 1989 e o sistema binário possui um período de 33,01 anos. Associada ao sistema Omicron Andromedae há uma nebulosa de reflexão chamada GN 22.59.6.

## Localização

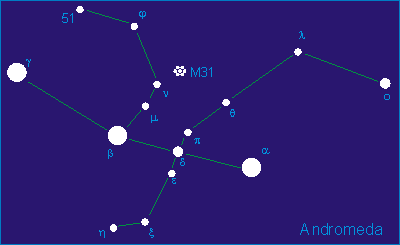
Diagrama da constelação de Andromeda